# Elias Lindholm
Elias Viktor Zebulon Lindholm (Boden, 2 dicembre 1994) è un hockeista su ghiaccio svedese. Milita nei Boston Bruins, squadra professionistica della National Hockey League. 

## Palmarès

### Mondiali
- 1 medaglia:
  - 1 oro (Germania/Francia 2017)